# William de Bohun, 1. Earl of Northampton

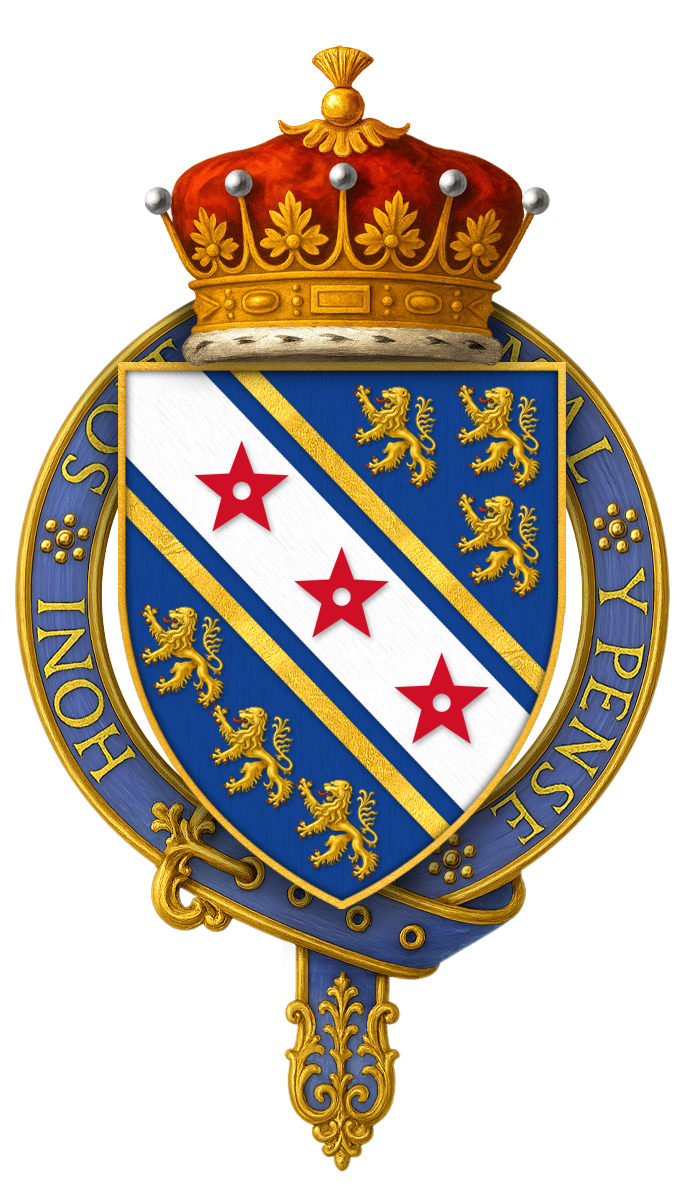
Wappen von William de Bohun, 1. Earl of Northampton

William de Bohun, 1. Earl of Northampton, KG (* um 1312; † 16. September 1360) war ein englischer Magnat, Militär und Diplomat. Er entstammte der anglonormannischen Familie Bohun und war der fünfte Sohn von Humphrey de Bohun, 4. Earl of Hereford und von Elisabeth, der jüngsten Tochter von König Eduard I.

## Aufstieg als Militär
Als jüngerer Sohn war William de Bohun zunächst ein relativ armer Ritter. Zusammen mit seinem Zwillingsbruder Edward († 1334) war er ein enger Freund seines Cousins, des jungen Königs Eduard III., den er bei seinem Staatsstreich gegen Roger Mortimer 1330 in Nottingham Castle unterstützte. Er heiratete nach November 1335 Elizabeth, die Witwe von Edmund Mortimer, 1. Baron Mortimer und Tochter von Bartholomew de Badlesmere, 1. Baron Badlesmere und von Margaret de Clare. Die Ehe sollte die Feindschaft zwischen den Familien Bohun und Mortimer beenden, doch da er mit seiner Frau im 4. Grad verwandt war, benötigte er zunächst für die Heirat einen päpstlichen Dispens, der am 13. November 1335 ausgestellt wurde. Bohun wurde rasch zu einem führenden Mitglied des königlichen Haushalts und nahm an aktiv am zweiten schottischen Unabhängigkeitskrieg teil. Er nahm am Feldzug von 1333 teil, und am Feldzug nach Roxburgh von 1334 bis 1335 war er Knight Banneret und führte 60 berittene Bogenschützen. Im Sommer 1335 führte er 43 Waffenknechte und 80 berittene Bogenschützen, und auch 1336 kämpfte er in Schottland, wo er mit den Verhandlungen über einen Waffenstillstand betraut wurde.

## Erhebung zum Earl of Northampton
Der König belohnte Bohun für diese Dienste reich. Bereits 1332 erhielt er eine Reihe von Gütern, die früher Thomas of Brotherton, 1. Earl of Norfolk, dem Halbbruder des Königs gehört hatten. Seine Frau Elizabeth brachte nicht nur ihr Wittum aus ihrer Ehe mit Mortimer mit in die Ehe, sondern war zusammen mit ihren drei Schwestern auch potentielle Erbin ihres kinderlosen Bruders Giles de Badlesmere, 2. Baron Badlesmere. Am 16. März 1337 war Bohun zum Earl of Northampton ernannt worden und wurde Anwärter auf Stamford, Fotheringhay, Grantham und Oakham, die noch seinem Schwager gehörten. Dazu wurde er lebenslanger Sheriff von Rutland, und zu Lebzeiten seines Schwagers Badlesmere erhielt er eine königliche Rente, bis dieser 1338 starb und Bohun seinen Anteil am Erbe übernehmen konnte. In den 1350er Jahren konnte Bohun seinen Grundbesitz durch Kauf, besonders in Breconshire und Essex, vergrößern. Bohuns neues Earldom war wie die anderen fünf 1337 neugeschaffenen Titel eine Vorbereitung auf den Krieg gegen Frankreich. In diesem Krieg sollten die neuen Earls als Militärkommandeure dienen. Im Winter von 1337 bis 1338 verhandelte Bohun noch mit Frankreich. Er begleitete anschließend König Eduard III. auf seiner Reise zum Hoftag von Kaiser Ludwig nach Koblenz. Nachdem Bohun Ende 1338 nach England zurückgeschickt wurde, um mit dem Kronrat zu verhandeln, verbrachte er das folgende Jahr in den Niederlanden mit Verhandlungen mit Brabant und Flandern, die mögliche Verbündete im Krieg gegen Frankreich waren. Danach nahm er am Feldzug des Königs in das Cambrésis und in das Thiérache teil. Im Frühjahr 1340 reiste er mit dem König zum Parlament nach England zurück, um anschließend am 24. Juni 1340 an der Seeschlacht von Sluis teilzunehmen. Zuvor hatte er dem fast zahlungsunfähigen König £ 800 geliehen, und ironischerweise wurde Bohun im Juli zeitweise in Brüssel festgenommen, um als Geisel für die Schulden des Königs in den Niederlanden zu dienen. Weiterer Schuldhaft konnte er nur durch eine Flucht aus Gent entkommen. Zusammen mit dem König kehrte er im November 1340 nach England zurück.

## Diplomat und Feldherr während des Hundertjährigen Kriegs
In England unterstützte Bohun den König bei dessen Angriff auf die Verwaltung unter Erzbischof John Stratford von Canterbury. Er war im Tower of London, als der Lordkanzler Robert Stratford gezwungen wurde, das Great Seal am 1. Dezember 1340 zu übergeben. Im folgenden Streit mit dem Erzbischof war er Sprecher des Königs und erreichte, dass der Erzbischof im Frühjahr 1341 nicht an den Parlamentssitzungen teilnehmen durfte. Nachdem sich der König im Oktober 1341 wieder mit dem Erzbischof ausgesöhnt hatte, wandte sich der Adel wieder dem Krieg mit Frankreich zu. Als der Waffenstillstand mit Frankreich auslief, griff England in den bretonischen Erbfolgekrieg ein. Am 20. Juli 1342 wurde Bohun zum königlichen Lieutenant in der Bretagne ernannt. Er konnte durch seinen Sieg in der Seeschlacht von Brest die französische Belagerung von Brest aufheben und schlug im September Karl von Blois in der Schlacht von Morlaix. Anschließend belagerte er Nantes. Am 2. April 1343 legte er sein Amt als Lieutenant nieder und kehrte nach England zurück. Von dort reiste er nach Avignon, um an den durch Papst Clemens VI. vermittelten, doch letztlich erfolglosen Friedensverhandlungen mit Frankreich teilzunehmen. Nach dem Scheitern der Verhandlungen ernannte ihn der König am 24. April 1345 sofort wieder für den bevorstehenden Feldzug nach Frankreich zu einem seiner Lieutenants. 1346 begleitete er den König bei dessen Feldzug in die Normandie und kommandierte während der Schlacht von Crecy im August 1346 den linken englischen Flügel. Vermutlich nach diesem glänzenden Sieg ernannte ihn der König in Vertretung seines zurückgezogen lebenden Bruders Humphrey de Bohun zum Lord High Constable of England, nach anderen Angaben hatte ihm sein Bruder dieses Amt schon 1338 übertragen. Anschließend nahm er am Beginn der Belagerung von Calais teil, ehe er am 10. Januar 1347 als Lieutenant abgelöst wurde und bis 1349 als königlicher Gesandter an Verhandlungen mit Flandern und Frankreich teilnahm. 1350 nahm in der König in den Hosenbandorden auf.

## Späteres Leben
Zu Beginn der 1350er Jahre wurde Bohun Kommandant der Scottish Marches, Admiral der königlichen Flotte in Nordengland und Befehlshaber von Carlisle. 1355 begleitete er den König nach Calais, und im Januar 1356 war er in Roxburgh, als Edward Balliol vor König Eduard III. auf seinen Anspruch auf den schottischen Thron verzichtete. Von 1359 bis 1360 nahm er am englischen Feldzug in Südwestfrankreich teil, ehe er am 8. Mai 1360 mit den Frieden von Brétigny bezeugte.
Trotz seiner vielfältigen militärischen Aufgaben nahm Bohun an den Parlaments- und Ratssitzungen teil, wenn er in England war. 1334 und 1342 nahm er an Turnieren in Dunstable teil. Nach dem Tod von Sir Hugh Courtenay wurde er im September 1349 in den Hosenbandorden aufgenommen. Er wurde in der Benediktinerabtei von Walden in Essex begraben. 

## Nachkommen
Er hatte mit seiner Frau Elizabeth zwei Kinder: 
- Humphrey de Bohun, 7. Earl of Hereford
- Elizabeth ⚭ Richard FitzAlan, 11. Earl of Arundel

Seine Frau war bereits im Juni 1356 gestorben und im Dominikanerkloster in London begraben worden. Sein Erbe wurde sein Sohn Humphrey.